# Palác kultury (Drážďany)
Palác kultury (německy Kulturpalast) je modernistická stavba v centru saské metropole Drážďany. Vznikl v duchu tehdejší moderní architektury Východního Německa. Stavba podle návrhu architekta Wolfganga Hänsche byla dokončena v roce 1969 a od té doby slouží veřejnosti. Nachází se na náměstí Altmarkt. Jeho průčelí odpovídá uliční čáře nedaleké třídy Wildsruffer Straße.

## Historie
Po svém dokončení měl Palác kultury největší multifunkční sál ve městě. Sloužil pro různé koncerty, taneční představení, ale také jako kongresové a konferenční centrum. Sídlila v něm také Drážďanská filharmonie. Interiér hlavního sálu byl upravitelný; jeviště bylo možné odsunout a vnitřní prostor upravit pro potřeby konkrétní akce. Kromě hlavního sálu měl také ještě menší s kapacitou 192 lidí, který sloužil jako divadlo.
V průčelí paláce se nachází nápadná mozaika s názvem Cesta rudé vlajky (německy Der Weg der roten Fahne) od Gerharda Bondzina. Byla dílem více autorů a byla dokočena v roce 1968. Kromě toho byl palác doplněn ještě nápadnými dekorativními bronzovými vraty, která zdobí reliéf od Gerda Jägera Drážďany od rybářské vesnice po velkoměsto (německy Dresden vom Fischerdorf zur Großstadt).
Palác nebyl však realizován v původní podobě; navrhované třetí patro stavby nebylo nakonec postaveno. Rekonstrukcí prošel v druhé dekádě 21. století (2013 až 2017) a znovu byl otevřen v dubnu 2017.
Stavba vznikla na obdélníkovém půdorysu v severní části náměstí.
Palác je od roku 2007 kulturní památkou. Dnes v paláci sídlí filharmonie a informační středisko.